# Gary Gutting
Gary Michael Gutting (* 4. November 1942; † 18. Januar 2019) war ein US-amerikanischer Philosoph.
Gutting promovierte an der Saint Louis University mit einer Schrift über „The Logic of Discovery in Theoretical Physics“ (1968). Er lehrte Philosophie an der University of Notre Dame in Indiana und war Redakteur der Notre Dame Philosophical Reviews. Er veröffentlichte zudem in der New York Times und deren Blog The Stone. Seine wissenschaftlichen Schwerpunkte lagen bei zeitgenössischer französischer Philosophie, Wissenschaftstheorie und Religionsphilosophie.

## Publikationen (Auswahl)
- Religious Belief and Religious Skepticism. University of Notre Dame Press, 1982, ISBN 0-268-01613-5.
- Michel Foucault's Archaeology of Scientific Reason. Cambridge University Press, 1989, ISBN 0-521-36619-4.
- French Philosophy in the Twentieth Century. Cambridge University Press, 2001, ISBN 0-521-66212-5.
- Foucault: A Very Short Introduction. Oxford University Press, 2005, ISBN 0-19-280557-6.
- Thinking the Impossible: French Philosophy since 1960. Oxford University Press, 2011, ISBN 978-0-19-922703-7.
- What Philosophy can do. W. W. Norton, New York 2015, ISBN 978-0-393-24227-0.
- Talking God. Philosophers on Belief. W. W. Norton, New York 2017, ISBN 978-0-393-35281-8.